# Права ЛГБТ в Великобритании
Права лесбиянок, геев, бисексуалов и трансгендерных людей (ЛГБТ) в Соединенном Королевстве Великобритании и Северной Ирландии со временем претерпели значительные изменения.
До и во время образования Соединенного Королевства христианство и гомосексуальность сталкивались друг с другом. Однополые сексуальные отношения были охарактеризованы как «греховные» и, согласно Закону 1533 года о содомии, были запрещены и карались смертью. Права ЛГБТ впервые приобрели известность после декриминализации половой жизни между мужчинами в 1967 году в Англии и Уэльсе, а затем в Шотландии и Северной Ирландии. Сексуальные отношения между женщинами никогда не подвергались одинаковому правовому ограничению.
С начала 21-го века поддержка прав ЛГБТ усиливается. Некоторая защита от дискриминации существовала для ЛГБТ с 1999 года, но была распространена на все области в соответствии с Законом о равенстве 2010 года. Запрет на открытую службу в вооруженных силах представителям ЛГБТ был официально снят в 2016 году, хотя в нем применялась политика неисполнения, имеющая место с 2000 года. В 2001 году возраст согласия был стандартизирован до 16 лет вне зависимости от сексуальной ориентации. Введенный в 1980-х годах раздел 28, запрещавший «пропаганду гомосексуальности» школами и местными властями, был отменен в 2003 году. Люди имеют возможность подавать заявления об изменении своего юридического пола с 2005 года. В том же году однополым парам было предоставлено право вступать в гражданское партнерство, юридическую структуру, аналогичную браку, а также право на усыновление в Англии и Уэльсе. Позже в Шотландии появились права на усыновление для однополых пар в 2009 году, а в Северной Ирландии — в 2013 году. Однополые браки были легализованы в Англии и Уэльсе, а также в Шотландии в 2014 году и в Северной Ирландии в 2020 году.
Сегодня ЛГБТ-граждане имеют почти те же юридические права, что граждане с гетеросексуальной ориентацией, и Великобритания обеспечивает одну из самых высоких степеней свободы в мире для своих ЛГБТ-сообществ, хотя в последнее время она и отстает от других стран в международных рейтингах. В обзоре прав ЛГБТ, проведенном ILGA-Europe за 2015 год, Великобритания получила наивысший балл в Европе: 86 % прогресса в направлении «уважения прав человека и полного равенства» для ЛГБТ-людей и 92 % только в Шотландии. Однако к 2020 году Великобритания опустилась на девятое место в рейтинге ILGA-Europe с показателем 66 %, и исполнительная власть также выразила обеспокоенность по поводу «враждебного климата в отношении прав трансгендерных людей, разжигаемого оппозиционными группами». Между тем, 86 % британцев согласились с тем, что гомосексуальность должна приниматься обществом, согласно опросу Pew Research Center от 2019 года, а опрос 2017 года показал, что 77 % британцев поддерживают однополые браки.
В национальном опросе Великобритании в 2017 году около 2 % людей идентифицировали себя как лесбиянки, геи или бисексуалы, хотя YouGov и Stonewall утверждают, что на это, вероятно, влияет занижение сведений, и оценивают, что фактическая цифра составляет от 5 до 7 %. Число трансгендерных людей в Великобритании оценивается от 300 000 до 500 000 (примерно 0,5 %) по состоянию на 2009 год. Организации по защите прав ЛГБТ и очень большие сообщества ЛГБТ были созданы по всей Великобритании, в первую очередь в Брайтоне, который считается неофициальной «столицей геев» Великобритании, с другими крупными сообществами в Лондоне, Манчестере, Бирмингеме, Бристоле, Лидсе, Ливерпуле, Ньюкасл-апон-Тайн, Эдинбурге и Саутгемптоне, в которых есть гей-деревни и проводятся ежегодные гей-парады.

## Правовой статус однополых отношений
В 1533 году в Англии был принят Акт о содомии, предусматривающий наказание в виде смертной казни за содомию, включая однополые сексуальные контакты, анальный секс и зоофилию. Виновные в преступлении подвергались казни через повешение. В случае доказанной попытки совершения указанных деяний обвиняемые наказывались тюремным заключением. Закон был заменён Актом о преступлениях против личности 1828 года, в котором содомия, по-прежнему, наказывалась смертной казнью (статья 25). Однако уже в 1861 году был принят новый Акт о преступлениях против личности (1861), в котором смертная казнь за содомию была заменена на пожизненное тюремное заключение (статья 61).
В 1885 году был принят Акт о поправках к уголовному законодательству (1885), содержащий «Поправку Лабушера», согласно которой мужчины, обвинённые в «грубой непристойности», под которой понималась всевозможная гомосексуальная активность в случаях, когда содомию нельзя было доказать, могли быть приговорены к тюремному заключению или каторжным работам на срок до двух лет. При этом наказание за содомию продолжало существовать отдельно. Наиболее известными осуждёнными по «Поправке Лабушера» были Оскар Уайльд, приговорённый к двум годам каторжных работ, и Алан Тьюринг, подвергнутый по приговору суда химической кастрации.
Принятый в 1956 году Акт о половых преступлениях (1956), призванный объединить законодательную базу английского права по вопросам половых преступлений, статьёй 12 заменял статью 61 Акта о преступлениях против личности 1861 года и продолжал уголовное преследование за «содомию», включая зоофилию.
Лишь Акт о половых преступлениях (1967) декриминализовал на территории Англии и Уэльса гомосексуальные контакты между мужчинами старше 21 года в условиях «частной жизни». При этом принцип «частной жизни» нарушался, если гомосексуальный контакт происходил в общественном месте (например, в туалете) или в присутствии третьих лиц, а также в случае, если сексуальный контакт происходил между более чем двумя мужчинами. Доказательство того, что гомосексуальный акт происходит с нарушением принципа «частной жизни» возлагалось на обвинителя (статья 6 раздела 1 акта).
В других частях Великобритании гомосексуальность была декриминализована позднее: в 1980 году — в Шотландии и в 1982 году — в Северной Ирландии.
Однополые контакты были также декриминализованы и на всех заморских территориях: Акротири и Декелия (2000), Ангилья (2001), Гернси (1983), Бермудские Острова (1994), Британские Виргинские острова (2001), Острова Кайман (2001), Фолклендские острова (1989), Гибралтар (1993), Остров Мэн (1992), Джерси (1990), Монтсеррат (2001), Острова Святой Елены, Вознесения и Тристан-да-Кунья, Южная Георгия и Южные Сандвичевы Острова, Теркс и Кайкос (2001) и др.,

### Равный возраст согласия
В 1979 году в отчете Рабочей группы Консультативного комитета по политике Министерства внутренних дел «Возраст согласия в отношении сексуальных преступлений» рекомендовалось снизить возраст согласия на однополые сексуальные отношения с 21 до 18 лет, но такого закона не было принято.
В феврале 1994 года парламент рассмотрел реформу закона об изнасиловании и других сексуальных преступлениях во время принятия закона об уголовном правосудии и общественном порядке. Депутат от консерваторов Эдвина Карри предложила поправку, чтобы снизить возраст согласия на однополые сексуальные отношения до 16 лет. Поправка Карри была отклонена 307 голосами против 280. Среди ее сторонников были Тони Блэр, Джон Смит, Нил Киннок, Пэдди Эшдаун и Уильям Хейг. Против были депутаты от лейбористской партии Дэвид Бланкетт и Энн Тейлор. Были гневные выступления за пределами Вестминстерского дворца по поводу провала поправки, когда участники демонстрации, организованной группой OutRage!, столкнулись с полицией. Другая поправка, предложенная сэром Энтони Дюрантом, предлагала снизить возраст согласия до 18, который был утвержден 427 голосами за против 162, и среди сторонников были Майкл Говард и Джон Мейджор. Против этого выступили такие депутаты, как Джон Редвуд, Майкл Хезелтин и Джон Гаммер. Поправка, предложенная Саймоном Хьюзом, которая должна была уравнять возраст согласия для гомосексуалов и гетеросексуалов до 17 лет, не получила голосования. Законопроект в целом был пройден во втором чтении в лордах 290 голосами против 247. Затем лорд Лонгфорд попытался вновь ввести 21 год в качестве минимального возраста для лордов, но это было отклонено 176 голосами против 113. Поправка депутата лейбористской партии и лидера палаты лордов лорда Макинтош из Харингея, которая уравнял бы возраст согласия у всех ориентаций в 16 лет, был отклонен 245 голосами против 71.
В своем решении от 1 июля 1997 года по делу Сазерленд против Соединенного Королевства Европейская комиссия по правам человека установила, что статьи 8 и 14 Европейской конвенции о правах человека были нарушены дискриминационным возрастом согласия на том основании, что не было объективных и разумных оснований для сохранения более высокого минимального возраста для гомосексуальных действий у мужчин. 13 октября 1997 года правительство представило в Европейский суд по правам человека, что оно предложит парламенту законопроект о снижении возраста согласия на гомосексуальные отношения с 18 до 16 лет.
22 июня 1998 года был принят законопроект о преступности и беспорядках, который поступил в парламент. Энн Кин предложила поправки, чтобы снизить возраст согласия до 16 лет. Палата общин приняла эти положения большинством в 207 человек, но они были отклонены Палатой лордов большинством в 168 человек. Впоследствии законопроект о сексуальных преступлениях (поправка) был введен 16 декабря 1998 г., и опять же, уравнивание возраста согласия было одобрено 25 января 1999 г. Палатой общин, но отклонено 14 апреля 1999 г. Палатой лордов. Те, кто выступал против поправки, утверждали, что они просто действуют, чтобы защитить детей. Баронесса Янг, лидер кампании против поправки, сказала: «Гомосексуальные отношения несут большой риск для здоровья молодых людей».
Правительство повторно внесло законопроект в 1999 году. С перспективой того, что он будет принят палатой общин на двух последовательных сессиях парламента, парламентские акты 1911 и 1949 годов были доступны для принятия законопроекта, если лорды отклонят его в третий раз. Лорды приняли законопроект во втором чтении, но на стадии комитета внесли поправку, чтобы сохранить возраст согласия на гомосексуальные отношения на уровне 18 для обоих полов. Однако, поскольку законопроект еще не прошел через лордов в конце парламентской сессии 30 ноября 2000 г., тогдашний спикер палаты общин Майкл Мартин подтвердил, что процедура, указанная в парламентских актах, была соблюдена. Законопроект получил одобрение королевской семьи через несколько часов и был принят как Закон о сексуальных преступлениях (поправка) 2000 года. Положения Закона вступили в силу на всей территории Великобритании 8 января 2001 года, снизив возраст согласия до 16 лет. Этот закон также впервые ввел возраст согласия на лесбийские половые акты, поскольку ранее не существовало соответствующего законодательства.
1 мая 2004 года вступил в силу Закон 2003 года о сексуальных преступлениях, который отменил все предыдущие законодательные акты по признаку пола, включая Закон 1967 года, и ввел вместо него нейтральные преступления. Таким образом, предыдущие условия, касающиеся неприкосновенности частной жизни, были удалены, а половые акты рассматривались законом безотносительно к полу участников. С принятием Указа о сексуальных преступлениях (Северная Ирландия) 2008 года Северная Ирландия, в которой возраст согласия составлял 17 лет независимо от сексуальной ориентации, снизила возраст до 16 в 2009 году, чтобы он соответствовал возрасту Англии, Уэльса и Шотландии.

## Ограничения в правах

### «Пропаганда гомосексуальности»
24 мая 1988 года Парламентом Великобритании была принята так называемая статья 28 закона о местном самоуправлении Великобритании, предписывающая местным органам власти «не допускать содействия в распространении гомосексуальности или материалов с целью его поощрения», а также «не допускать в процессе обучения в школах материалов о приемлемости гомосексуальности».
Несмотря на жёсткость закона, по нему ни разу не возбуждалось никаких уголовных дел, а последующее бурное обсуждение этого параграфа привело к его полной отмене в 2003 году. Закон был отменён 18 ноября 2003 года.

### Донорство для МСМ
Полный запрет донорства крови для мужчин, практикующих секс с мужчинами, был введен в Великобритании в начале 1980-х годов как ответ на распространение СПИДа и отсутствие эффективных методов его выявления. В сентябре 2011 года после многочисленных дискуссий запрет был снят. Однако, по-прежнему, к донорству не допускаются мужчины, имеющие любые однополые сексуальные контакты за последние 12 месяцев. Правило также касается и женщин, имевших сексуальные контакты с МСМ.
Новые правила вступили в силу на территории Англии, Шотландии и Уэльса 7 ноября 2011 года.

## Легализация однополых союзов
18 ноября 2004 года в Великобритании был принят закон о гражданских партнёрствах. В связи с необходимостью провести административные изменения он вступил в силу только 5 декабря 2005 года. Гомосексуальные пары, вступившие в партнёрство, имеют равные права и обязанности с обычными браками, в том числе они имеют право на усыновление детей. С октября 2009 года заключение гражданских партнёрств доступно также на коронных владениях Великобритании — Острове Мэн и Джерси.
17 июля 2013 года на территории Англии и Уэльса принят закон, легализующий однополые браки, который вступил в силу 13 марта 2014 года, а первые браки состоялись 29 марта 2014 года. Законодательство об однополых браках в Шотландии было принято шотландским парламентом в феврале 2014 и получило королевскую подпись 12 марта 2014 года. Первые браки, как ожидается, состоятся осенью 2014 года. Северная Ирландия пока не планирует введение однополых браков и признаёт однополые браки в качестве гражданских партнёрств.
В июле 2021 года британская методистская церковь, четвертая по величине христианская конфессия в Великобритании, одобрила благословение однополых пар.

## Усыновление и планирование семьи
В соответствии с Законом об усыновлении и детях 2002 года парламент предусмотрел, что заявление об усыновлении ребенка в Англии и Уэльсе может подавать как одинокий человек, так и пара. Предыдущее условие о том, что пара состоит в браке, было отменено, что позволило подать заявку от однополой пары. Лорды однажды отклонили это предложение, прежде чем оно было принято. Сторонники этого шага в парламенте подчеркнули, что усыновление — это не вопрос «прав геев», а вопрос обеспечения как можно большего числа детей стабильной семейной средой, а не содержания под опекой. Противники высказали сомнения в стабильности внебрачных отношений и в том, как нестабильность повлияет на благополучие приемных детей. Однако закон был успешно принят и вступил в силу 30 декабря 2005 года. Аналогичный закон был принят в Шотландии, который вступил в силу 28 сентября 2009 года. Северная Ирландия последовала их примеру в декабре 2013 года.
13 ноября 2008 г. королевой был одобрен закон 2008 г. об оплодотворении человека и эмбриологии. Законодательство предоставляет лесбиянкам и их партнерам (как гражданским, так и де-факто) равный доступ к юридическим презумпциям отцовства в случаях экстракорпорального оплодотворения (ЭКО) или искусственного оплодотворения / самооплодотворения (кроме домашнего) с момента рождения ребенка. Закон также позволяет идентифицировать обоих партнеров в свидетельстве о рождении ребенка словом «родитель». Закон вступил в силу 6 апреля 2009 года и не имеет обратной силы (не применяется до этой даты). Родительские приказы для геев и их партнеров с 6 апреля 2010 года доступны для договоренностей о суррогатном материнстве.
С 31 августа 2009 года вступил в силу закон, предоставляющий лесбиянкам равные права при рождении в Англии и Уэльсе, что означает, что теперь оба имени могут быть указаны в свидетельстве о рождении ребенка, что внесло поправки в Правила регистрации рождений и смертей 1987 года. Законодательство подверглось критике со стороны тех, кто считает, что он «наносит ущерб традиционному представлению о семье». Глава отдела политики и исследований Stonewall Рут Хант заявила, что новый закон облегчает жизнь лесбийских семей, и заявила: «Теперь лесбийские пары в Великобритании, которые принимают взвешенное решение создать любящую семью, наконец, получат равный доступ к услугам, которые они помогают финансировать как налогоплательщики». Министр внутренних дел лорд Бретт был полон похвалы в своих комментариях: «Это положительное изменение означает, что впервые пары женского пола, у которых есть ребенок, проходящий лечение от бесплодия, имеют те же права, что и их гетеросексуальные партнеры, на то, чтобы указывать их в качестве родителей при регистрации рождения ребенка. Жизненно важно, чтобы мы обеспечивали равенство везде, где это возможно, в обществе, особенно когда семейные обстоятельства продолжают меняться. Это важный шаг вперед в этом процессе».
Иэн Дункан Смит, возглавлявший усилия по противодействию изменениям, сказал, что «Отсутствие отцов обычно пагубно сказывается на ребенке».
В 2016 году 9,6 % всех усыновлений в Англии приходилось на однополые пары. Это рост по сравнению с 8,4 % в предыдущем году. В 2018 году около 450 из 3820 усыновлений (около 12 %) в Англии были связаны с однополыми парами.

## Права трансгендерных людей
В декабре 2002 года канцелярия лорд-канцлера опубликовала документ «Политика правительства в отношении транссексуалов», в котором категорически утверждается, что транссексуализм «не является психическим заболеванием». С 4 апреля 2005 года, в соответствии с Законом о признании пола 2004 года, трансгендерные люди могут менять свой юридический пол в Великобритании, что позволяет им приобретать новое свидетельство о рождении, дающее им полное признание в законе их половой принадлежности для всех целей. Трансгендерные люди должны представить доказательства в Группу по признанию пола, которая рассматривает их дело и выдает Свидетельство о признании пола (GRC). Операция по смене пола не является обязательным требованием, хотя такая операция будет принята как часть подтверждающих доказательств для случая, когда она имела место. Официальное разрешение на смену пола в медицинских целях доступно либо в Национальной службе здравоохранения (NHS), либо в частном порядке.
Однако были опасения относительно браков и гражданских партнерств. В соответствии с Законом о признании гендерного равенства 2004 года трансгендерные люди, состоящие в браке, должны были развестись или аннулировать свой брак, чтобы им было выдано GRC. Правительство решило сохранить это требование в Законе, поскольку оно фактически легализовало бы небольшую категорию однополых браков. Закон о гражданском партнерстве 2004 года разрешил создание гражданских партнерств между однополыми парами, но супружеская пара, в состав которой входит трансгендерный партнер, не может просто перерегистрировать свой новый статус. Они должны сначала расторгнуть брак, получить юридическое признание нового пола, а затем зарегистрироваться для гражданского партнерства. Это похоже на любой развод с сопутствующими документами и расходами.
С легализацией однополых браков в Англии и Уэльсе существующие браки сохранятся, если одна или обе стороны меняют свой юридический пол и обе стороны желают остаться в браке. Закон также не восстанавливает какие-либо браки трансгендерных людей, которые были принудительно аннулированы в качестве предварительного условия для получения ими свидетельства о признании пола, и заявляет, что оно не будет выдаваться без согласия супруга трансгендерного человека. Если супруг не дает согласия, брак должен быть расторгнут до выдачи свидетельства о признании пола.
С 1 января 2021 года регулирующий орган Великобритании в области телекоммуникаций Ofcom прямо включает «изменение пола» (наряду с расой, инвалидностью, религией, полом и сексуальной ориентацией) в свои правовые политики и процедуры, направленные на разжигание ненависти.

### Трансгендерная молодежь
Дети, желающие пройти медицинский переход, направляются в Службу развития гендерной идентичности NHS, единственную клинику гендерной идентичности для лиц в возрасте до 18 лет в Великобритании. Там нет хирургических вариантов для перехода, согласно руководству Национального института здравоохранения и здравоохранения. В октябре 2019 года сервис подлежал судебному разбирательству, Bell v Tavistock, и в декабре 2020 года Высокий суд постановил, что дети в возрасте до 16 лет не могут самостоятельно дать согласие на использование блокаторов полового созревания. Это было широко осуждено правозащитными группами ЛГБТ, такими как Stonewall, Консорциум и Mermaids, а также правозащитными организациями, включая Amnesty International и Liberty. Королевский колледж педиатрии и детского здоровья выпустил заявление, надеясь на дальнейшую ясность, и разрешение на подачу апелляции было предоставлено в январе 2021 года. В сентябре 2020 года Национальная служба здравоохранения приступила к обзору услуг по гендерной идентичности для молодых людей, который по состоянию на январь 2021 года все еще продолжался.

## Защита от дискриминации
Положения о защите от дискриминации в отношении сексуальной ориентации в сфере занятости были введены 1 декабря 2003 года после принятия в 2000 году Директивы ЕС, предусматривающей запрет дискриминации в сфере занятости по признаку сексуальной ориентации. Положения 1999 года о дискриминации по признаку пола (изменение пола) впервые в британской истории создали определенную правовую защиту для трансгендерных людей. Правила запрещают дискриминацию лиц, подвергающихся «смене пола» при приеме на работу и профессиональном обучении. Аналогичное законодательство — Положение о дискриминации по признаку пола (изменение пола) 1999 года — было принято в Северной Ирландии. Положения 2008 года о дискриминации по признаку пола (поправка к законодательству) распространили эти меры защиты на дискриминацию в товарах, объектах и услугах.
30 апреля 2007 года вступили в силу Положения о сексуальной ориентации после введения в действие аналогичных положений в Северной Ирландии в январе 2007 года. Они предусматривают общий запрет дискриминации при предоставлении товаров и услуг по признаку сексуальной ориентации. Аналогичное законодательство уже давно действовало в отношении дискриминации по признаку пола, расы, инвалидности и семейного положения. Введение Правил вызвало споры, и между правительством и Римско-католической церковью Англии и Уэльса возник спор по поводу исключений для католических агентств по усыновлению.
Архиепископ Бирмингема Винсент Николс заявил о своем несогласии с законом, заявив, что закон противоречит моральным ценностям католической церкви. Несколько католических агентств по усыновлению обратились с просьбой об освобождении от правил сексуальной ориентации, а 17 марта 2010 года благотворительная организация по усыновлению «Католическая помощь» получила решение, предписывающее Комиссии по благотворительности пересмотреть свое дело. Комиссия по благотворительности снова не нашла оснований для исключения в отношении католической помощи, и это решение было оставлено без изменения после апелляции. В августе 2011 года Верховный суд согласился заслушать четвертую апелляцию благотворительной организации по делу. В ноябре 2012 года апелляция была отклонена Верховным судом, вынесением решения в пользу Комиссии по благотворительности. «Католик Кэри» заявила о своем намерении обжаловать решение.
В октябре 2007 года правительство объявило, что будет стремиться внести поправку в Закон об уголовном правосудии и иммиграции, чтобы создать новое преступление подстрекательства к ненависти по признаку сексуальной ориентации. Это последовало за созданием закона о преступлениях по религиозной ненависти, который вызвал споры в 2006 году (см. Закон о расовой и религиозной ненависти 2006 года). Подстрекательство к ненависти по признаку сексуальной ориентации уже было незаконным в Северной Ирландии. Шотландия приняла аналогичный закон в 2009 году, который также включает гендерную идентичность в качестве защищаемого основания. Закон о равенстве 2010 г. получил королевское одобрение 8 апреля 2010 г. Основная цель Закона заключалась в кодификации сложной и многочисленной совокупности законов и постановлений, которые легли в основу антидискриминационного законодательства в Великобритании, включая Закон о равной оплате труда 1970 года, Закон о дискриминации по признаку пола 1975 года, Закон о расовых отношениях 1976 года, Закон о дискриминации инвалидов 1995 года и три основных законодательных акта, защищающих дискриминацию в сфере занятости на основании религии или убеждений, сексуальной ориентации и возраста. Этот закон преследует те же цели, что и Закон США о гражданских правах 1964 года и четыре основных директивы ЕС о равном обращении, положения которых он отражает и реализует. Это требует равного обращения в доступе к сфере занятости, а также к частным и государственным услугам, независимо от пола, расы, инвалидности, сексуальной ориентации, трансгендерного статуса, убеждений и возраста. Закон внес поправки в Правила об утвержденных помещениях (брак и гражданское партнерство) 2005 года, чтобы разрешить проведение церемоний гражданского партнерства в религиозных помещениях в Англии и Уэльсе. Он также расширил права трансгендерных людей, запретив дискриминацию в школах по признаку смены пола.
Другие инициативы включали создание 1 октября 2007 года Комиссии по равенству и правам человека, которой было поручено работать за равенство во всех областях и которая заменила предыдущие комиссии, занимавшиеся только полом, расой и инвалидностью; создание Консультативной группы по вопросам сексуальной ориентации и гендера в Министерстве здравоохранения; положение Закона об уголовном правосудии 2003 года, согласно которому суд должен рассматривать враждебность по признаку сексуальной ориентации как отягчающий фактор для вынесения приговора ; рекомендации Королевской прокуратуры по борьбе с преступлениями на почве гомофобии и обязательство правительства работать в защиту прав ЛГБТ на международном уровне.

## Военная служба
ЛГБТ-людям разрешено открыто служить в Вооруженных силах Ее Величества с 2000 года, а с 2010 года запрещена дискриминация по признаку сексуальной ориентации. Также запрещено принуждать ЛГБТ к совершению каминг-аута. На весь персонал распространяются одни и те же правила против нетерпимости, запугивания и сексуальных домогательств, независимо от гендерной идентичности или сексуальной ориентации. Британские военные также признают гражданское партнерство и предоставляют однополым парам такие же права на пособия и жилье, как и пары противоположного пола.
Британские вооруженные силы активно вербуют ЛГБТ и направляют группы вербовки на многие мероприятия Прайда: Королевский флот рекламирует новобранцев в журналах для геев и разрешает морякам-геям проводить церемонии гражданского партнерства на борту кораблей, а с 2006 года — маршировать в полной военно-морской форме на гей-парадах; Персонал британской армии и Королевских военно-воздушных сил мог маршировать, но до 2008 года должен был носить гражданскую одежду, а теперь всем военнослужащим разрешено посещать такие парады в военной форме.
Нынешняя политика была принята в первую очередь низшими чиновниками, и многие старшие офицеры беспокоились за свои войска без современного признания гомосексуализма, с которым вырос их персонал. Один бригадир подал в отставку, но без особого влияния. После изменения поддержка на высшем уровне выросла. Генерал сэр Ричард Даннатт, начальник генерального штаба (глава армии), сказал членам организованной армией Четвертой объединенной конференции по вопросам ЛГБТ, что гомосексуалисты могут служить в армии. В своей речи на конференции в 2008 году, первой в своем роде начальником армии, генерал сэр Ричард сказал, что уважение к ЛГБТ-офицерам и солдатам стало теперь «обязанностью командования» и жизненно важно для «оперативной эффективности».
Британская армия, Королевские военно-воздушные силы и Королевский флот теперь требуют, чтобы все новобранцы проходили обучение по вопросам равенства и разнообразия в рамках своих ежегодных военно-тренировочных тестов и стрессоустойчивости, в частности, со ссылкой на гомосексуальные примеры в обучающих видео в соответствии с требованиями армии, флота и Основные ценности и стандарты RAF, включая «Уважение к другим» и «Соответствующее поведение».
В 2009 году, в десятую годовщину изменения закона, разрешающего гомосексуализм в вооруженных силах, газеты писали, что отмена запрета не оказала заметного влияния на оперативную эффективность вооруженных сил. Юбилей широко отмечался, в том числе во внутреннем армейском издании Soldier Magazine, где был опубликован ряд статей, в том числе обложка от июля 2009 года и статьи в газетах.
В 2015 году, после пятнадцатой годовщины, министерство обороны объявило об изменениях в процессе наблюдения за новобранцами и добавило сексуальности в процесс наблюдения за их равными возможностями.

### Военное помилование
В феврале 2021 года консервативное правительство Великобритании Бориса Джонсона представило закон о вооруженных силах 2021 года, который автоматически аннулирует все уголовные дела о гомосексуальных сексуальных контактах в британских вооруженных силах. Также было объявлено, что британским солдатам-геям будут по закону возвращены им медали, которые они заслужили ранее.

## Конверсионная терапия
Пил, Кларк и Дрешер писали в 2007 году, что только одна организация в Великобритании может быть идентифицирована с конверсионной терапией, это религиозная организация под названием «The Freedom Trust» (часть Exodus International): «тогда как ряд организаций в США (как религиозные, так и научные / психологические) способствуют конверсионной терапии, о которой мы знаем только в Великобритании». В документе сообщается, что практикующие врачи, которые предлагали такие виды лечения в период с 1950-х по 1970-е годы, теперь считают гомосексуализм здоровым, и данные свидетельствуют о том, что «конверсионная терапия» является историческим, а не современным феноменом в Великобритании, где лечение гомосексуализма всегда проводилось реже, чем в США.
В 2007 году Королевский колледж психиатров, главная профессиональная организация психиатров в Великобритании, опубликовал отчет, в котором говорилось, что: «Имеющиеся данные показывают, что ЛГБТ-люди открыты для обращения за помощью при проблемах с психическим здоровьем. Однако терапевты могут неправильно их понять. их гомосексуализм как первопричина любой существующей проблемы, такой как депрессия или тревога. К сожалению, психотерапевты, которые ведут себя подобным образом, могут причинить значительные страдания. Незначительное меньшинство терапевтов даже зайдет так далеко, что попытается изменить сексуальную ориентацию своего клиента. Это может нанести серьезный ущерб. Хотя в настоящее время существует ряд терапевтов и организаций в США и Великобритании, которые заявляют, что терапия может помочь гомосексуалистам стать гетеросексуальными, нет никаких доказательств того, что такие изменения возможны».
В 2008 году Королевский колледж психиатров заявил: «Королевский колледж разделяет озабоченность как Американской психиатрической ассоциации, так и Американской психологической ассоциации, которые придерживаются позиций таких организаций, как Национальная ассоциация исследований и терапии гомосексуализма (NARTH) в Соединенных Штатах не поддерживаются наукой. Нет убедительных научных доказательств того, что сексуальная ориентация может быть изменена. Более того, так называемые методы лечения гомосексуализма, рекомендованные Национальной ассоциацией исследований и терапии гомосексуализма, создают среду, в которой могут процветать предрассудки и дискриминация».
В 2009 году исследование практикующих психиатров в Соединенном Королевстве показало, что «значительное меньшинство специалистов в области психического здоровья пытается помочь клиентам лесбиянок, геев и бисексуалов стать гетеросексуальными. Учитывая отсутствие доказательств эффективности такого лечения, это вероятно, будет неразумным или даже вредным». Scientific American сообщил об этом: «Каждый 25 британский психиатр и психолог говорит, что они были бы готовы помочь гомосексуальным и бисексуальным пациентам попытаться перейти к гетеросексуальности, даже если это не убедительно. научные доказательства того, что человек может умышленно стать гетеросексуалом», и пояснил, что 17 % опрошенных заявили, что они пытались помочь уменьшить или подавить гомосексуальные чувства, а 4 % заявили, что попытаются помочь гомосексуалистам перейти к гетеросексуальности в будущем.
Канал BBC охарактеризовал конверсионную терапию в Великобритании как «предмет ожесточенных споров» и как часть более масштабной «культурной войны» в Великобритании. В июле 2017 года Генеральный синод англиканской церкви принял ходатайство, в котором критиковал конверсионную терапию как «неэтичную, потенциально вредную и не имеющую места в современном мире» и призвал «запретить практику конверсионной терапии, направленной на изменение сексуальной ориентации». В феврале 2018 года Советом по психотерапии Соединенного Королевства (UKCP) в октябре 2017 года был издан Меморандум о взаимопонимании для обеспечения защиты населения посредством обязательства положить конец практике «конверсионной терапии» в Великобритании был одобрен Национальной службой здравоохранения (NHS). Стоунволл заявил, что все основные консультационные и психотерапевтические органы в Великобритании присоединились к NHS, подписав Меморандум, осуждающий конверсионную терапию.
В октябре 2017 года в ходе расследования Liverpool Echo была разоблачена церковь на Энфилде в Ливерпуле за предложение «излечить» геев с помощью трехдневной программы голодания. Депутат от лейбористской партии Дэн Карден поднял этот вопрос в парламенте, призвав законодательно запретить конверсионные методы лечения, которым «нет места в Британии 21 века».
В марте 2018 года большинство представителей Европейского парламента проголосовало 435 за против 109 голосов и приняло резолюцию, осуждающую конверсионную терапию и призывающую государства-члены Европейского союза запретить эту практику. В отчете, опубликованном Интергруппой по правам ЛГБТ Европейского парламента, говорится, что Великобритания была одной из немногих областей в ЕС, которые «явно запретили конверсионную терапию ЛГБТ». В июле 2018 года правительство Великобритании объявило о своей деятельности в отношении ЛГБТ, заявив, что они будут «выдвигать предложения» по запрету конверсионной терапии на законодательном уровне.
20 июля 2020 года премьер-министр Великобритании Борис Джонсон объявил о своей поддержке запрета конверсионной терапии на всей территории Великобритании, заявив: «Что касается конверсионной терапии геев, я думаю, что это абсолютно отвратительно. Ей нет места в цивилизованном обществе. Ей нет места в этой стране».
В сентябре 2020 года религиозные лидеры всех основных конфессий собрались вместе для «редкой демонстрации единства», чтобы призвать правительство Великобритании законодательно ввести запрет на конверсионную терапию.
В феврале 2021 года ЛГБТ-актер и режиссер-документалист Стивен Фрай немедленно призвал правительство Великобритании запретить конверсионную терапию.
В мае 2021 года в своем выступлении перед британским парламентом королева Елизавета II объявила, что в стране будет введен запрет на конверсионную терапию.
В сентябре 2021 года Правительство Великобритании отложило консультации о запрете конверсионной терапии в связи с тем, что консультации необходимо провести до введения запрета, чтобы он был «соразмерным, эффективным и не имел непредвиденных последствий».

## Сексуальное образование
Положение об обязанности по обеспечению равенства в государственном секторе Закона о равенстве 2010 года требует, чтобы информация о издевательствах, основанных, среди прочего, на ЛГБТ-идентичности, была опубликована и чтобы были найдены решения относительно того, как бороться с этой проблемой. Первая информация о школах и учениках, расположенных в Англии, и государственных органах, находящихся под управлением Англии, в Шотландии и Уэльсе была опубликована 6 апреля 2012 года. В 2013 году Ofsted опубликовал руководство о том, как противостоять гомофобным и трансфобным издевательствам в школах Англии.
Часть этих руководящих принципов включала обучение учащихся ЛГБТ по вопросам секса и взаимоотношений. 12 февраля 2018 года Управление образования англиканской церкви опубликовало политику, одобряющую половое воспитание, которое включает, среди прочего, образование по поводу ЛГБТ. Что касается сексуальности, политика гласит, что «половое воспитание должно включать понимание того, что все люди являются сексуальными существами и что сексуальное желание является естественным. Учеников следует учить тому, что люди выражают свою сексуальность по-разному и что сексуальные желания разнообразны». Политика также гласит, что «ученикам должно быть разрешено изучать вопросы идентичности и того, как мы ценим свою идентичность и уникальность других людей. PSHE [личное, социальное, медицинское и экономическое образование] должно помогать ученикам распознавать свою истинную идентичность и учить им, что наша ориентированная на рынок культура, созданная в СМИ, которая часто приводит к беспокойству по поводу образа тела, может быть оспорена. Этому вопросу уделяется основное внимание в кампании епископа Глостера #liedentity, направленной на то, чтобы бросить вызов негативному образу тела и побудить молодых людей заглянуть внутрь открыть истинную ценность и красоту».
В июле 2018 года министр образования Дамиан Хиндс объявил о новых правительственных постановлениях, касающихся полового воспитания. Такие темы, как психическое благополучие, согласие, безопасность в Интернете, физическое здоровье и фитнес, а также вопросы ЛГБТ, будут охвачены новыми руководящими принципами, которые являются первыми изменениями в правилах полового воспитания с 2000 года и которые будут обязательными во всех начальных и средних школах с сентября 2020 года. Этот шаг, в частности, приветствовали ЛГБТ-группы, которые привели статистические данные, показывающие, что только 13 % ЛГБТ-молодежи были обучены здоровым однополым отношениям в школах. Кроме того, родители сохранят за собой определенные права налагать вето на уроки полового воспитания, но к 16 годам ребенок может посещать уроки независимо от желания родителей. В проекте руководства говорится: «К концу начальной школы ученики должны знать, что семьи других детей, будь то в школе или в более широком мире, иногда выглядят иначе, чем их семья, но они должны уважать эти различия и знать, что семьи других детей также характеризуются любовью и заботой о них». В руководстве для средних школ добавлено: «Ученики должны быть ознакомлены с фактами и законами, касающимися пола, сексуальности, сексуального здоровья и гендерной идентичности, с учетом возраста и инклюзивности … Все ученики должны чувствовать, что содержание актуально для них и их формирующейся сексуальности».
Это последовало за сообщениями о некоторых религиозных школах, сознательно избегающих этой проблемы, в первую очередь об ортодоксальной еврейской школе на севере Лондона, которая в 2018 году удалила все упоминания о гомосексуальных жертвах нацистских преследований из своих учебников. Согласно Министерству образования, религиозные школы больше не будут иметь право отказываться от уроков по половому воспитанию. В сентябре 2018 года главный раввин Великобритании Эфраим Мирвис согласился соблюдать эту новую политику и опубликовал руководство о том, как преподавать половое воспитание ЛГБТ в британских еврейских школах.
В октябре 2018 года The Sunday Times сообщила, что британское правительство решило освободить частные школы от инклюзивного образования для ЛГБТ. Однако в ноябре 2018 года как Ассоциация PSHE, так и Форум полового воспитания опубликовали план действий, котором, среди прочего, говорилось, что «закон требует, чтобы во всех средних школах преподавались вопросы взаимоотношений и полового воспитания (RSE). школ в Англии, и что образование взаимоотношений должно преподаваться во всех начальных школах Англии». В дорожной карте также подробно описаны 10 шагов, которые будут использоваться для обеспечения соблюдения политики, а также указано, что «санитарное просвещение также будет обязательным во всех финансируемых государством школах, включая материалы о половом созревании». В феврале 2019 года Министерство образования ввело в действие нормативную политику, которая поможет школам в Англии с PSHE, когда она станет обязательной в 2020 году.
Мера, делающая PSHE обязательной, получила одобрение Палаты лордов в апреле 2019 года. В июне 2019 года Департамент образования опубликовал окончательное нормативное руководство по преподаванию образования в области взаимоотношений, отношений и полового воспитания (RSE) и санитарного просвещения. Руководящие принципы, которые также были опубликованы Палатой общин, требуют, среди прочего, признания законов Англии, касающихся прав ЛГБТ, включая легализацию однополых браков, а также защиту «физического и психического благополучия» «детей ЛГБТ». Несмотря на то, что до сентября 2020 года это не является обязательным, школы в Англии будут поощряться к введению новой учебной программы PSHE, начиная с сентября 2019 года.
В мае 2018 года Уэльс также объявил о новых правилах полового воспитания, в которых также будут обсуждаться проблемы ЛГБТ в школах. Правила, которые, как ожидается, вступят в силу в 2022 году, станут обязательными с 7 класса (возраст 11-12 лет).
Манифест Шотландской национальной партии от 2016 года поддерживает занятия по половому воспитанию, а также «тренинг по вопросам равенства» для учителей, которые будут охватывать вопросы ЛГБТ.
В ноябре 2018 года правительство Шотландии объявило о включении инклюзивного образования ЛГБТ в школьную программу Шотландии. Этот шаг приветствовали активисты ЛГБТ, которые сослались на исследования, которые показали, что около 9 из 10 шотландцев ЛГБТ испытывают гомофобию в школе, а 27 % сообщили, что пытались покончить жизнь самоубийством после того, как над ними издевались.
Ofsted (Управление стандартов в сфере образования, услуг и навыков детей) оценивает включение вопросов о ЛГБТ в политику и учебную программу.

## Освещение в обществе

### Перепись
В 2009 году Комиссия по равенству и правам человека призвала включить вопрос о сексуальной ориентации в перепись 2011 года, но это предложение было отклонено Управлением национальной статистики, проводившим перепись.
В перепись 2021 года впервые были включены вопросы о поле, гендерной идентичности и сексуальной ориентации. Stonewall поддержал этот шаг, заявив, что «сбор данных о ЛГБТ-сообществах в Великобритании является жизненно важным шагом на пути к построению общества, в котором ЛГБТ-люди действительно принимаются везде и всеми». Эти положения были включены в перепись («Вернуть подробные сведения и Закон об отмене штрафов) 2019 года для Англии и Уэльса и в Законе о переписи 2019 года для Шотландии. Ответ на вопрос "Какой у вас пол?" был предметом дела Высокого суда, возглавляемого организацией Fair Play For Women, которая установила, что пол должен указываться только в соответствии с полом, указанным в свидетельстве о рождении или свидетельстве о признании пола, а не в каком-либо официальном документе.

### СМИ
Национальная телекомпания BBC отражала настроения правительства в отношении ЛГБТ + людей в новейшей истории. В 1938 году Би-би-си транслировала «подражателя женского пола» Дугласа Бинга, который был скрытым гомосексуалистом. В 1957 году, после выхода доклада Вольфендена, Радио Би-би-си транслировало специальную программу под названием «Гомосексуальное состояние», и эта тема обсуждалась в журналах «Мост жизни» и «Есть вопросы?», а также в телевизионных программах. В 1965 году BBC отложила трансляцию спектакля по средам: «Ужас тьмы» из-за включения в сюжет любовного треугольника геев.
После принятия Закона о сексуальных преступлениях 1967 года телевизионное представительство BBC увеличилось. В 1970 году по телевидению был показан первый в истории гей-поцелуй между Иэном МакКелленом и Джеймсом Лоуренсоном в образе Эдварда II. Первый лесбийский поцелуй был показан позже, в 1974 году, между Элисон Стедман и Майрой Фрэнсис в телешоу «Девушка», которое является частью Second City Firsts. В 1987 году EastEnders показал первый однополый поцелуй в британской мыльной опере. В 1995 году на BBC Two транслировалось шоу Gaytime TV, первое шоу, ориентированное в первую очередь на квир-аудиторию.
Музыка продолжала подвергаться цензуре BBC на протяжении 1970-х и 80-х годов. В 1978 году «Рад быть геем» Тони Робинсона был запрещен на BBC Radio 1. В 1984 году «Фрэнки едет в Голливуд Relax» был также запрещен для дневных шоу и лишен места в чартах.
В 2005 году прошел первый Месяц истории ЛГБТ, трансляция которого на BBC была в целом скептической.
BBC продолжает освещать Месяц истории ЛГБТ. В 2010 году BBC Trust выпустила отчет, в котором содержится призыв к увеличению представительства ЛГБТ-меньшинств, в том числе к увеличению «случайного гомосексуализма» в телепрограммах.
В марте 2019 года был нанят первый ЛГБТ корреспондент BBC News Бен Хант. Однако в ноябре 2020 года было объявлено, что журналистам BBC запрещено посещать марши прайдов в Великобритании, чтобы их не считали политически предвзятыми (даже в «личном» качестве).
В июле 2020 года на детском телеканале CBBC был показан первый однополый поцелуй после давней романтической линии между двумя женскими персонажами канадского подросткового драматического сериала «Следующий шаг».

## Общественное мнение
В 1993 году Stonewall провела опрос геев и лесбиянок на работе, в ходе которого выяснилось, что две трети респондентов скрывали свою сексуальность на работе, и только 11 % респондентов никогда не скрывали свою сексуальную ориентацию на рабочем месте. Последующее исследование, проведенное в 2008 году, показало, что 20 % геев и лесбиянок подвергались издевательствам на работе.
Отношение к гомосексуализму среди британской общественности со временем стало более терпимым; согласно Британскому исследованию социального отношения, в 1983 г. примерно от 50 % до 70 % респондентов трех основных политических партий (Консервативная, Лейбористская и Либерально-демократическая) считали гомосексуальность «всегда неправильной» или «в основном неправильной», а в 1993 г. выступали против гомосексуализма. сообщается, что среди всех партий процент таких людей немного увеличился. Однако к 2003 году отношение стало более терпимым: от 25 % до 50 % респондентов считали гомосексуальность всегда или в основном неправильной, а к 2013 году только от 20 % до 35 % респондентов в каждой партии чувствовали то же самое. Респонденты-либералы-демократы, как правило, реже считали гомосексуальность чем-то неправильным, чем респонденты-лейбористы или консерваторы, в каждом опросе.
Иллюстрация социального отношения к гомосексуализму в Великобритании была предоставлена в мае 2007 года в исследовании YouGov. Опрос показал, что законодательство, запрещающее дискриминацию по признаку сексуальной ориентации, поддержали 90 % британских граждан. Это также показало положительное отношение общества к геям, в частности, но признало степень, в которой все еще существуют предрассудки. Опрос в июне 2009 года, проведенный Populus для The Times, показал, что большинство населения поддерживает однополые браки; 61 % респондентов согласились с тем, что «гей-пары должны иметь равное право на вступление в брак, а не только на гражданские партнерства». По партийной принадлежности было мало различий.
Более свежий опрос общественного мнения, проведенный в 2017 году исследовательским центром Pew Research Center, показал, что 77 % британской общественности выступают за однополые браки. По данным Евробарометра 2019 года, в котором были опрошены все государства-члены Европейского союза по этому вопросу, поддержка выросла до 85 %. Средний показатель по ЕС составил 69 %.
В 2017 году 108000 человек приняли участие в Национальном опросе ЛГБТ, что сделало его одним из крупнейших опросов ЛГБТ в мире. Было обнаружено, что ЛГБТ-люди менее удовлетворены жизнью по сравнению с более широким населением Великобритании, при этом удовлетворенность трансгендерных людей заметно ниже. 68 % респондентов заявили, что избегают публично держаться за руки со своим однополым партнером. 5 % респондентов предложили конверсионную терапию, 2 % прошли такую терапию. Результаты Национального исследования ЛГБТ были использованы для разработки Плана действий ЛГБТ из 75 пунктов для решения выявленных ключевых проблем, включая выдвижение предложений о запрете конверсионной терапии в Великобритании.